# André Sturm
Andre Luiz Pompeia Sturm (Porto Alegre, 15 de julho de 1966), é um cineasta, ativista cultural, ex-diretor do Museu da Imagem e do Som de São Paulo (MIS-SP), e ex-secretário da Cultura da cidade de São Paulo.

## Biografia
Iniciou sua carreira audiovisual em 1984.  Trabalhou neste período na distribuição de filmes de arte na distribuidora Pandora Filmes.  Comandou o departamento de programação da Cinemateca Brasileira no início dos anos 90. Em 2002, estreou seu primeiro longa-metragem, Sonhos Tropicais. Em 2004 atuou como exibidor, assumindo o Cinema HSBC Belas-Artes na cidade de São Paulo, até 2011. 
Atualmente ocupa dois cargos, além da Secretaria Municipal de Cultura paulistana: diretor-executivo do Museu da Imagem e do Som de São Paulo (MIS-SP), desde 2011, e presidente do Programa Cinema do Brasil, desde 2006, programa de exportação de filmes brasileiros financiado pela APEX e pelo Ministério da Cultura (Minc). 
Em 29 de maio de 2017, em uma reunião na Secretaria Municipal da Cultura de São Paulo, André Sturm ameaçou fisicamente um agente cultural, afirmando que iria "quebrar a sua cara". A reunião tinha como objetivo discutir os termos da parceria entre a prefeitura e um coletivo encarregado pela administração da Casa de Cultura Ermelino Matarazzo. O coletivo contava com auxílio financeiro da prefeitura no valor de 16 mil reais por mês que não foi renovado pela Gestão Dória. 
Anterior ao episódio envolvendo os agentes culturais de Ermelino, André Sturm se envolveu em outras controvérsias. Ainda em maio de 2017 foi denunciado, junto ao vice prefeito Bruno Covas, por interferir no processo licitatório do carnaval de rua. Neste mesmo mês também foi denunciado pela comissão de seleção do Programa VAI de interferir no processo de seleção, decidindo de forma monocrática desclassificar cinco grupos que foram selecionados pela comissão.  Em março foi alvo de denúncia de racismo institucional, prática contra um agente comunitário de cultura. Em abril surgiram indícios de direcionamento em licitação do Theatro Municipal de São Paulo, que favoreceria uma jornalista indicada pelo próprio Sturm. 
Em novembro de 2017 o Ministério Público passa a investigar irregularidades na aplicação do Plano Municipal de Cultura (fruto de 20 anos de participação social), cuja responsabilidade é da Secretaria Municipal de Cultura, na época ainda sob gestão de André Sturm. A abertura do inquérito foi determinada pelo promotor Thomás Moyico Yabiku após uma representação enviada pelo vereador Antonio Donato (PT), consolidada através de mobilizações de agentes culturais organizados na Frente Única da Cultura. Na representação, o argumento é que "o congelamento de recursos" e o descumprimento do PMC pela administração desrespeita a legislação que dispõe sobre as políticas públicas de cultura e aos processos participativos. 
No dia 15 de janeiro de 2018 surgem uma série de controvérsias envolvendo o então secretário e sua equipe. Em uma carta protocolada na câmara de vereadores o secretario, a secretaria adjunta, Marília Alves Barbour, e a chefe de gabinete Juliana Velho, são denunciados por uma série de desvios de função que se caracterizam como improbidade administrativa e abuso de poder. Junto a carta também vazou um áudio, onde André discute com sua assessora direta, Lara Pinheiro, na discussão eles citam uma viagem ao Canadá. Sturm afirma que a viagem não teria sido a trabalho, então eles inciam uma discussão, ele afirma que vai demiti-la e ela pergunta se foi porque não teve relações sexuais com o chefe durante a viagem.  Em matéria na CBN sobre o caso, o jornal ainda informa que entrou em contato com outros funcionários da SMC, que relataram na época estarem estressados e psicologicamente abalados com a postura da atual gestão.
Em matéria do portal R7, surgem mais duas denúncias de assedio que parecem não ter prosseguido por interferência do Secretario: "O R7 teve acesso a outras supostas denúncias de duas mulheres contra o secretário por assédio moral. As funcionárias teriam registrado as queixas, mas, após um acordo em que Sturm pediu desculpas, foram retiradas. Segundo a denúncia, o secretário se reuniu com a equipe uma vez e, após o fim da reunião, teria dito “petistinha de ...” — se referindo a uma das mulheres enquanto ela saia da sala." 
Em 15 de novembro de 2018, uma troca de emails entre Sturm e a diretora-executiva do Theatro Municipal de São Paulo Tatyana Rubim foi revelada para a imprensa. Após discordar da opinião da diretora sobre o traje recomendado para o público acompanhar um concerto, Sturm a ofendeu. Posteriormente foi revelado pela reportagem da rádio CBN que Sturm chantageou o Instituto Odeon (responsável pela gestão do Theatro Municipal) para aceitar um rompimento amigável de contrato com a secretaria ou não teria suas contas aprovadas e ficaria sem pagamento pelos serviços prestados.

## Filmografia
Cinema
- 2008 - Quem Você Mais Deseja com Silvia Rocha Campos (Curta-Metragem)
- 2008 - Bodas de Papel (Longa-Metragem)
- 2002 - Sonhos Tropicais (Longa-Metragem)
- 1994 - Domingo no Campo (Curta-metragem)
- 1989 - Nem Tudo Que é Sonho Desmancha no Ar (Curta-metragem)
- 1987 - Arrepio (Curta-metragem)

Internet
- 2020-presente: Cardápio Semanal no Belas Artes à La Carte[13]

## Prêmios
- Curta-Metragem Domingo no Campo (1994) -  Melhor Diretor para André Sturm e Melhor Ator para Osmar Prado no Festival de Gramado. [14]

- Curta-Metragem Quem Você Mais Deseja (2008) - Melhor Roteiro no Festival de Brasília, Melhor Filme no Festival Internacional de Curtas-Metragens de São Paulo,  Melhor Ator para Chico Diaz, no Festival de Cinema e Vídeo de Cuiabá.[14]